# Wolf Point
Wolf Point é uma cidade localizada no estado americano de Montana, no Condado de Roosevelt. A cidade é sede do evento Wild Horse Stampede, mais antigo rodeio de Montana, realizado anualmente no segundo fim-de-semana do mês de julho.

## Demografia
Segundo o censo americano de 2000, a sua população era de 2663 habitantes.
Em 2006, foi estimada uma população de 2612, um decréscimo de 51 (-1.9%).

## Geografia
De acordo com o United States Census Bureau tem uma área de
2,3 km², dos quais 2,3 km² cobertos por terra e 0,0 km² cobertos por água.

## Localidades na vizinhança
O diagrama seguinte representa as localidades num raio de 56 km ao redor de Wolf Point.